# Cieurih (Cipaku)
Cieurih is een bestuurslaag in het regentschap Ciamis van de provincie West-Java, Indonesië. Cieurih telt 4391 inwoners (volkstelling 2010).